# Крашенинников, Михаил Никитич
Михаил Никитич Крашенинников (4 января 1865, Новгород — 21 января 1932, Семипалатинский лагерь) — филолог-классик, ординарный профессор Юрьевского университета.

## Биография
Первоначальное образование получил в Череповецких приходском и уездном училищах. Обучался в Кронштадтской классической гимназии (1875—1883), которую окончил с золотой медалью. Поступил на историко-филологический факультет Санкт-Петербургского университета (1883). Обучаясь в университете, получил две золотые медали за сочинения «Африка под римским владычеством» и «Гай Азиний Поллион, как государственный деятель и литератор». После окончания университетского курса (1887) со степенью кандидата классической филологии был оставлен при университете для приготовления к профессорскому званию. Получил степень магистра (1891) после защиты диссертации «Римские муниципальные жрецы и жрицы». Был командирован за границу (1891—1895) с научной целью. В заграничной командировке занимался латинской эпиграфикой, греческой и латинской палеографией, изучал экспонаты итальянских музеев и сличал рукописи в городских библиотеках Италии, собирал материалы для докторской диссертации. По возвращении из-за границы в должности приват-доцента читал лекции в Санкт-Петербургском университете. Защитил докторскую диссертацию (1895) на тему «Августалы и сакральное магистерство». Был назначен (1896) экстраординарным профессором Юрьевского университета кафедры древне-классической филологии и истории литературы. Ординарный профессор по той же кафедре (1898).
Летом 1918 года вместе с 38 профессорами и 45 преподавателями Юрьевского университета приехал в Воронеж и начал работать в Воронежском университете. В 1929 году, после открытого заседание в ВГУ, на котором был подвергнут публичному отчету перед пролетарским студенчеством и общественными организациями, уволился из университета. Осенью 1930 года был арестован местными органами ОГПУ по обвинению в участии в контрреволюционной монархической организации (так называемое «Дело краеведов»). В июне 1931 года судебная коллегия ОГПУ приговорила профессора к пятилетней высылке в Северный Казахстан.
Умер 21 января 1932 года в Семипалатинском лагере.

## Труды
Труды Крашенинникова:
- посвящены римскому муниципальному праву и древностям:
  - «Римские муниципальные жрецы и жрицы», магистерская диссертация, СПб., 1891;
  - «Августалы и сакральное магистерство», докторская диссертация, СПб., 1895,
- а также латинской эпиграфике и критике текста:
  - «Эпиграфические этюды» и «Varia» в «Журнале Министерства народного просвещения» и др. периодических изданиях).
- Издатель «Тайной истории» Прокопия (Юрьев, 1899).
- и некоторые агиографические тексты:
  - «Joannis Hagioelitae de passione S. Basilii presbyteri Ancyrani», Юрьев, 1907;
  - «S. Abramii, archiepiscopi Ephesii sermones duo», Юрьев, 1911.